# Le Tarn libre
Le Tarn libre est un hebdomadaire départemental français diffusé dans le Tarn, une partie du Tarn-et-Garonne (canton Tarn-Tescou-Quercy vert) et de l'Aveyron (canton des Causses-Rougiers)
Le journal paraît tous les vendredis. Depuis 2009, il est constitué de pages d’informations départementales, d’informations locales et loisirs (64 pages tout couleur). 
Au format 290 x 440 mm, il est composé sur 6 colonnes de 40 mm. Habilité pour tout le Tarn à publier les annonces légales, il comporte plusieurs pages d’annonces classées. Premier hebdomadaire départemental, il est tiré à 14 000 exemplaires pour une diffusion totale payée de 9000 journaux toutes les semaines.

## Historique

### L’Imprimerie Coopérative du Sud-Ouest
L’Imprimerie Coopérative du Sud-Ouest est une société anonyme coopérative albigeoise créée le 16 juillet 1903. Elle hérita des biens et traditions des successions d’un atelier artisanal d’imprimerie fondé en 1670, dont l’activité était uniquement concentrée sur Albi et ses environs.
Albi fut la troisième ville en France à posséder une imprimerie, après Lyon et Paris ; une quinzaine d’ouvrages sortirent de l’atelier d’imprimerie épiscopal entre 1474 et 1484, à l’initiative du prélat Louis d'Amboise. Neumeister, compagnon de Gutenberg, dirigea l’atelier de 1480 à 1484, avant de s’en retourner à Lyon qui était le grand emporium typographique du midi de la France. Après un hiatus de près de deux cents ans, un lyonnais, François Patron, fonda un atelier d’imprimerie le 17 mars 1670 à la porte du Vigan : l’Imprimerie Coopérative du Sud-Ouest est son héritière.
Son successeur s’installa à Saint-Affrique (près du lycée Lapérouse actuel). Au XVIIIe siècle, l’atelier, qui sera aux mains de la famille Baurens pendant près d’un siècle, est transféré rue de l’Hôtel de Ville. Maurice Papailhiau, neveu du dernier des Baurens reprit l’affaire en 1833 et fonda peu après le Journal du Tarn, le 25 janvier 1835.

### Du «Journal du Tarn» au «Tarn libre»
Le Journal du Tarn est le plus ancien des journaux tarnais encore en activité. La libéralisation qui suivit les journées révolutionnaires de 1830, ainsi que l‘assouplissement des conditions de dépôt d’un titre (en particulier la suppression de l’exorbitante caution exigée jusque-là) permirent l’éclosion d’une presse régionale en France. Tiré à quelque 500 exemplaires, le Journal du Tarn était une feuille bihebdomadaire de petit format (A4) à quatre pages, dont le contenu était essentiellement composé de dépêches nationales et internationales.
Depuis la libération d’Albi en août 1944, le Tarn Libre a succédé au Journal du Tarn, ce dernier qui s’était engagé dans la Résistance en 1942 entretenait des liens avec les rédacteurs de la presse démocrate chrétienne repliée à Lyon depuis fin 1940. Charles d'Aragon, l’un des rédacteurs du Journal du Tarn était engagé dans le mouvement Combat dès 1941. 
Marqué par son engagement politique dans la démocratie chrétienne sous la direction d'Édouard Rieunaud jusque dans les années 1970, le journal s’est ouvert peu à peu à d’autres sensibilités

### Le «Tarn libre» aujourd’hui

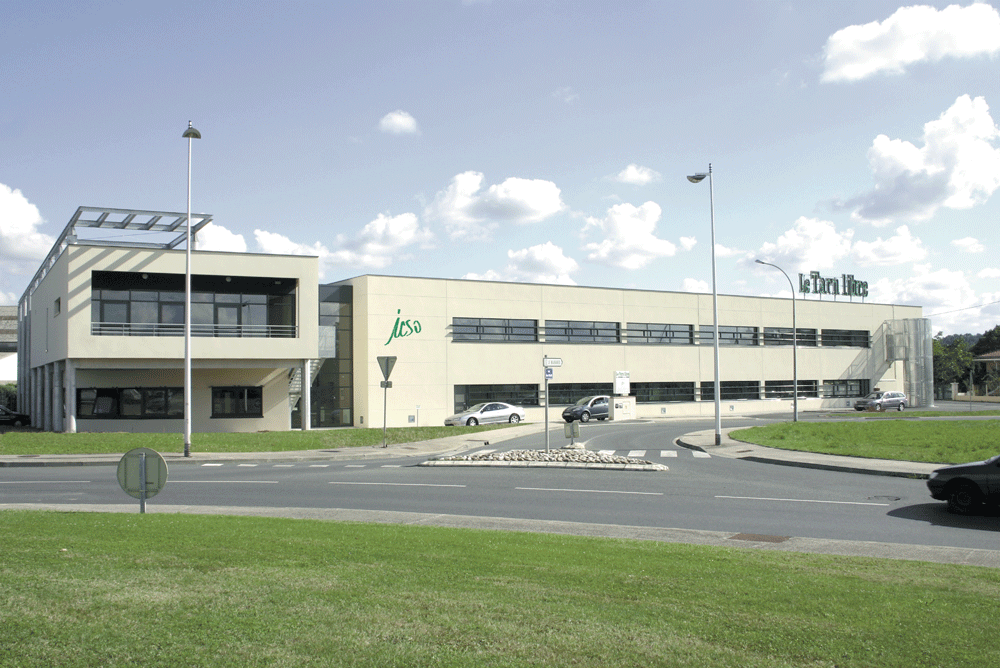
Bâtiment actuel de l’ICSO

Face à l’accélération des techniques, le Tarn libre est amené à réaliser de constants investissements. L’introduction de l’informatique, le respect de l’environnement ainsi que le développement de procédés concurrents – tels la reprographie – en sont les causes. 
Depuis 2005, c’est dans le quartier du Marranel, à Albi, que l’Imprimerie Coopérative du Sud-Ouest s’est installée. Un bâtiment neuf et fonctionnel, équipé d’une nouvelle rotative à deux tours d‘impression quadrichromie pour le journal, a été réalisé pour accueillir les activités de l’imprimerie. Dans l’atelier de production, tout de plain-pied, la partie « impression feuille » est séparée de la partie « impression en continu » (bobines) par un vaste magasin à papier.